# De parfaites demoiselles
De parfaites demoiselles (Manual para señoritas) est une série télévisée de comédie romantique espagnole en 8 épisodes de 37 à 48 minutes, créée par Gema R. Neira et Maria José Rustarazo, produite et diffusée à partir du 28 mars 2025 sur Netflix.

## Synopsis
À Madrid, vers 1880, Elena Bianda est la meilleure dame de compagnie (carabina) de la ville, engagée pour veiller sur les jeunes filles et les accompagner quand les prétendants leur font la cour. Ayant marié sa dernière maîtresse, Elena parvient à se faire engager par un veuf, Don Pedro Mencía, pour veiller sur ses trois filles, Cristina, Sara et Carlota. Elena devra les guider et protéger leurs secrets, ainsi que les siens. Le jeune et beau Santiago, un ami de la famille, ne la laisse pas non plus indifférente.

## Distribution

### Personnages principaux
- Nadia de Santiago (VF : Margaux Maillé) : Elena Bianda de Saavedra
- Álvaro Mel (VF : Donald Reignoux) : Santiago Torres
- Isa Montalbán : Cristina Mencía
- Zoe Bonafonte (VF : Rebecca Benhamour) : Sara Mencía
- Iratxe Emparán (VF : Emilie Marié) : Carlota Mencía
- Itziar Manero (VF : Lilly Caruso) : Adela "Adelita"
- Paula Usero (VF : Zina Khakhoulia) : Josefina
- María Caballero (VF : Charlotte D'Ardalhon) : Alicia Casas
- Candela Pradas (VF : Jaynélia Coadou) : Esther Zapico de Orbe
- Teresa de Mera : Alba Ibáñez de Senovilla
- Iván Lapadula (VF : Arthur Raynal) : Eduardo Espinosa de Monier
- Daniel Ibañez (VF : Ronan Rivet) : Daniel Monsalve
- Nicolás Illoro : Lázaro
- Notan Sigueros : Camilo Keita
- Carloto Cotta : Gabriel de Bayona Silva

### Personnages récurrents
- María Barranco (VF : Juliette Degenne) : Doña Paquita
- Gracia Olayo (VF : Ivana Coppola) : Doña Angustias
- Tristán Ulloa (VF : Yann Guillemot) : Don Pedro Mencía

## Production

### Développement
La série est créée par série de Gema R. Neira, scénariste de L'Affaire Asunta, et Maria José Rustarazo. La série est produite par Bambú Producciones, qui a porté les séries télévisées Grand Hotel, Velvet et Les Demoiselles du téléphone.

### Attribution des rôles
Le rôle principal revient à Nadia de Santiago, qui avait un des rôles principaus dans Les Demoiselles du téléphone. La distribution comprend Paula Usero, vue dans La Cuisinière de Castamar ou encore  Paquita Salas, Tristán Ulloa qui a joué dans Berlin ou L'Affaire Asunta, Maria Caballero (Alma, La Malédiction : L'Origine), Álvaro Mel (Le Book club mortel, Un conte parfait), Isa Montalbán (Le temps de t'oublier) et Carloto Cotta (Élite).

### Tournage
La série est tournée sur plusieurs sites célèbre, en particulier des résidences royales comme le palais royal d'Aranjuez, le palais royal de la Granja de San Ildefonso. Certaines scènes sont tournées à Barcelone, à l'hôpital de Sant Pau.

### Fiche technique
- Titre :
- Titre original : Manual para señoritas
- Scénario : Gema R. Neira, María José Rustarazo, Salvador S. Serrano, Sara Alquézar, Ricardo Jornet
- Réalisation : Carlos Sedes et Carla Pinto
- Musique : Federico Jusid
- Production : Bambú Producciones
- Langues : castillan

## Épisodes
1. Leçon 1 : Interdiction de tomber amoureux
2. Leçon 2 : Interdiction de mentir
3. Leçon 3 : Laisser le passé dans le passé
4. Leçon 4 : Se prémunir des tentations
5. Leçon 5 : Rester fidèle à sa maîtresse
6. Leçon 6 : Sacrifier ses propres désirs
7. Leçon 7 : Sauver les apparences
8. Leçon 8 : Faire plaisir à sa maîtresse

## Réception critique
Les critiques comparent la série à la série à La Chronique des Bridgerton, une série succès de recréation historique également produite par Netflix,. Pour le site spécialisé La Montée ibérique, « Avec son casting moderne, son humour subtil et ses dialogues percutants, De parfaites demoiselles dynamite le genre de la romance historique. Oubliez les intrigues guindées et les drames pesants : ici, tout est question d’énergie, de vivacité et d’un équilibre parfait entre émotion et légèreté ».